# Národní park Glacier (USA)

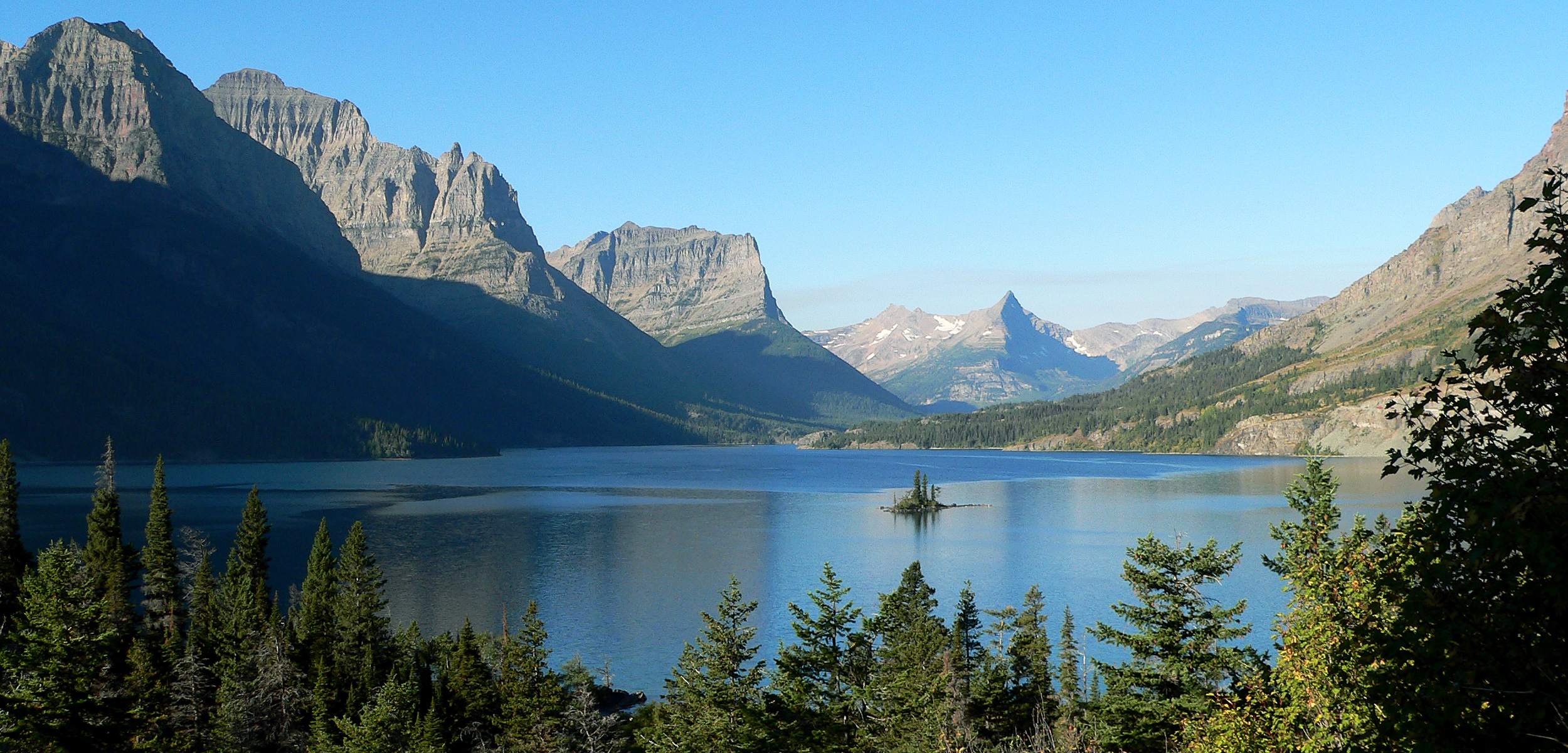
Jezero Saint Mary

Národní park Glacier (v anglickém originále Glacier National Park, kde Glacier znamená ledovec či ledovcový) je ve Spojených státech amerických v Montaně, u hranic s kanadskými provinciemi Alberta a Britská Kolumbie. Má rozlohu a 4 047 km² a obsahuje mimo jiné dva hřebeny Skalistých hor a přes 130 pojmenovaných jezer. Společně s kanadským parkem Waterton Lakes je součástí světového přírodního dědictví UNESCO jako „Mezinárodní park míru Waterton-Glacier“.
Park byl zřízen aktem amerického Kongresu dně 11. listopadu 1910.